# Cloruro di tionitrosile
Il cloruro di tionitrosile è un composto inorganico formato dall'anione cloruro Cl− e dal catione tionitrosonio NS+, isostero del nitrosonio NO+, impegnati in un legame covalente S-Cl.